# 行中书省
行中书省，元朝于中统、至元年间开始实施的直属中央政府管辖的一级行政区，民间简称“行省”或“省”。元朝全国四级地方行政制中，首都所在的腹裏地区（今河北、山东、山西及河南，内蒙古部分地区）则由中书省直接管辖，吐蕃由宣政院管辖。“行中书省”在当时主要作为军事管理，掌管所辖省内的軍備、財稅、農業、漕运及其他军政事务。
在宋代官員兼職分「行、守、攝」，「行」為兼領低於本職的，元代以軍事統帥兼領中書省宰相銜，而通常軍事統帥為親王或國王，比如征東等處即以高麗王「行」中書省左丞相，向下兼任曰行，故曰「『行』中書省」。另外，根據學者錢穆的說法，元朝政府所設的「行中书省」意為「派出的中書省」，即中央政府為維護其統治在地方行政上所設的全權機關，而與具有一定自治權力的地方政府有權力來源上的不同。
在“行中书省”之下，元朝先后将宋代的路改为道、州升为路，部分的县则改升为州，与县平级（直隶州在外），实行省、道、路、州（县）四级地方行政制。

## 历史
行省的设置可以上溯至南北朝时期的行台。北魏为了统一指挥战事和调度战区人力、物力，在州之上设立“某某道大行台”，集中行使军事、行政权力。唯随事而设、事毕则废，并不是一个常设机构。南北朝至金、明中後期至清，皆為行尚書省，為外廷在外的派駐機構，元代亦有行尚書省，惟普遍設置行中書省因應其封建治國的需要，在古代官員兼職分「行、守、攝、權、試」等，「行」為職事官位低於寄祿官位的，如「兩浙路勸農使兼提點刑獄公事朝奉大夫行尚書度支員外郎護軍借紫朱」，故無論是行中書省、行樞密院或行尚書省又或行尚書省兵部，其官員「寄祿官」階品秩一定較「職事官」階之職務為高一品以上。尚書位於外廷中台，故以台名，行尚書省曰行台；中書省則位於內廷中堂；明清行省首長為尚書省兵部侍郎兼都察院右副都御史，其辦公地點稱為部院，為外廷派駐在外的欽命差遣。若加內閣大學士銜則為部堂。
隋、唐初期，为集中战役方向的力量，也延袭设立。唐太宗李世民曾担任过“陕东道大行臺”的职务。辽、金所设“行军元帅府”、“尚书行臺”等，名殊实同。元代，除京师附近地区直隶于中书省外，又于河南、江浙、湖广、陕西、辽阳、甘肃、岭北、云南等处设十一行中书省，简称“十一行省”。置丞相、平章等官以总揽地区政务，为地方最高行政单位。
明代改行中书省为承宣布政使司，除直屬朝廷的北、南直隸地区外，共有十三布政使司，而习惯上仍称行省。清朝行政区划也基本上延续了明朝行政区划，清初增为内地十八省，后加入奉天等三行省，又增为二十二行省。

## 行省列表
元朝时期除中书省管理首都所在地腹裏地区及宣政院管理吐蕃（今西藏）地区外，在元朝直接統治的疆域內共有10个行中书省；中国从元朝开始正式在全国范围内实行行省制度。
1. 陕西等处行中书省（简称“陕西行省”）
2. 辽阳等处行中书省（简称“辽阳行省”）
3. 甘肃等处行中书省（简称“甘肃行省”）
4. 河南江北等处行中书省（简称“河南江北行省”）
5. 四川等处行中书省（简称“四川行省”）
6. 云南等处行中书省（简称“云南行省”）
7. 湖广等处行中书省（简称“湖广行省”）
8. 江浙等处行中书省（简称“江浙行省”）
9. 江西等处行中书省（简称“江西行省”）
10. 岭北等处行中书省（简称“岭北行省”）

### 先前建立后来撤销的行省
1. 西夏中興行省（中统二年（1261）建，至元九年改“西夏行中书省”，至元十年（1273）罢。至元二十四年（1287），其地改隶“甘肃行省”。[2]）

### 特殊行省
- 征东等处行中书省，以高丽王国置（簡稱征東行省，又称日本行省或征日本行省），行省丞相由高丽国王兼任，自辟官属，财赋不入都省，与元朝其他行省性质不同。
- 交趾行省（安南行省），以安南國置。
- 荆湖占城行中书省（占城行省），為征伐占城成立的行省，唆都為右丞相，阿里海牙為平章政事。
- 緬中行省，以緬國（蒲甘王國）置。